# خط طول 85° غرب
خط طول 85° غرب هو أحد خطوط الطول الجغرافية، والتي تمتد من القطب الشمالي الجغرافي إلى القطب الجنوبي الجغرافي، وحسب التحويل الزمني يتأخر خط طول 85° غرب عن خط غرينتش بـ5 ساعة و40 دقيقة.

## من القطب إلى القطب
ينطلق خط طول 85° غرب من القطب الشمالي نحو القطب الجنوبي مرورا بالمناطق التي ترد في الجدول التالي:
| الإحداثيات                         | البلد أو الإقليم أو البحر | ملاحظات |
| ---------------------------------- | ------------------------- | --- |
| 90°0′N 85°0′W / 90.000°N 85.000°W  | المحيط المتجمد الشمالي    | |
| 82°28′N 85°0′W / 82.467°N 85.000°W | كندا                      | نونافوت — جزيرة إليسمير وجزيرة أكسل هايبرغ |
| 79°15′N 85°0′W / 79.250°N 85.000°W | Eureka Sound              | |
| 78°54′N 85°0′W / 78.900°N 85.000°W | كندا                      | نونافوت — جزيرة إليسمير، Hoved Island و Ellesmere Island again |
| 76°17′N 85°0′W / 76.283°N 85.000°W | جونز ساوند [لغات أخرى]‏    | |
| 75°40′N 85°0′W / 75.667°N 85.000°W | كندا                      | نونافوت — جزيرة ديفون |
| 74°38′N 85°0′W / 74.633°N 85.000°W | Parry Channel             | |
| 73°47′N 85°0′W / 73.783°N 85.000°W | كندا                      | نونافوت — بافن (جزيرة) |
| 73°39′N 85°0′W / 73.650°N 85.000°W | Admiralty Inlet           | |
| 73°21′N 85°0′W / 73.350°N 85.000°W | كندا                      | نونافوت — بافن (جزيرة) |
| 70°5′N 85°0′W / 70.083°N 85.000°W  | Fury و Hecla Strait       | |
| 69°48′N 85°0′W / 69.800°N 85.000°W | كندا                      | نونافوت — شبه جزيرة ميلفيل (mainland), الجزيرة البيضاء [لغات أخرى]‏ و جزيرة ساوثهامبتون |
| 63°10′N 85°0′W / 63.167°N 85.000°W | خليج هدسون                | |
| 55°16′N 85°0′W / 55.267°N 85.000°W | كندا                      | أونتاريو |
| 47°35′N 85°0′W / 47.583°N 85.000°W | بحيرة سوبيريور            | |
| 46°46′N 85°0′W / 46.767°N 85.000°W | الولايات المتحدة          | ميشيغان |
| 46°0′N 85°0′W / 46.000°N 85.000°W  | بحيرة ميشيغين             | |
| 45°39′N 85°0′W / 45.650°N 85.000°W | الولايات المتحدة          | ميشيغان إنديانا — من 41°45′N 85°0′W / 41.750°N 85.000°W كنتاكي — من 38°46′N 85°0′W / 38.767°N 85.000°W تينيسي — من 36°37′N 85°0′W / 36.617°N 85.000°W جورجيا (ولاية أمريكية) — من 35°0′N 85°0′W / 35.000°N 85.000°W ألاباما — من 32°31′N 85°0′W / 32.517°N 85.000°W Georgia — لحوالي 3 km من 32°21′N 85°0′W / 32.350°N 85.000°W Alabama — من 32°19′N 85°0′W / 32.317°N 85.000°W Georgia — من 32°11′N 85°0′W / 32.183°N 85.000°W فلوريدا — من 31°0′N 85°0′W / 31.000°N 85.000°W, the mainland و St. George Island |
| 29°36′N 85°0′W / 29.600°N 85.000°W | خليج المكسيك              | مرورا بغرب كوبا (في 21°52′N 84°57′W / 21.867°N 84.950°W) |
| 21°50′N 85°0′W / 21.833°N 85.000°W | البحر الكاريبي            | |
| 15°59′N 85°0′W / 15.983°N 85.000°W | هندوراس                   | |
| 14°43′N 85°0′W / 14.717°N 85.000°W | نيكاراغوا                 | مرورا عبر بحيرة نيكاراغوا |
| 10°58′N 85°0′W / 10.967°N 85.000°W | كوستاريكا                 | |
| 9°44′N 85°0′W / 9.733°N 85.000°W   | المحيط الهادئ             | |
| 60°0′S 85°0′W / 60.000°S 85.000°W  | المحيط الجنوبي            | |
| 73°25′S 85°0′W / 73.417°S 85.000°W | القارة القطبية الجنوبية   | Territory المطالب الإقليمية بالقارة القطبية الجنوبية by تشيلي (المقاطعة التشيلية بالقارة القطبية الجنوبية) |